# Diego Schwartzman
Diego Sebastián Schwartzman (pronunciat ˈʃwaɾdzman en castellà i ˈʃvaʁtsman en alemany; Buenos Aires, 16 d'agost de 1992) és un tennista professional argentí que competeix a l'ATP World Tour. Ha guanyat dos títols individuals, a més d'aconseguir arribar al núm. 15 del rànquing ATP el 2 d'abril de 2018. Schwartzman és especialista sobre terra batuda, essent conegut pel seu mortal retorn.

## Biografia
Fill de Ricardo i Silvana Schwartzman, va néixer i continua residint a Buenos Aires (Argentina). La seva família és d'origen alemany però va emigrar l'Argentina. Té dos germans Andrés i Matias, i una germana Natali. Té el sobrenom de "Peque" (abreviació de petit en castellà), és jueu, i va rebre el nom de Diego en honor de Maradona.
Va començar a jugar a tennis a l'edat de 7 anys en el Club Náutico Hacoaj dels afores de Buenos Aires.

## Palmarès

### Individual: 14 (4−10)
| Llegenda                          |
| --------------------------------- |
| Grand Slams (0−0)                 |
| ATP Finals (0−0)                  |
| ATP World Tour Masters 1000 (0−1) |
| ATP World Tour 500 (1−2)          |
| ATP World Tour 250 (3−7)          |

| Títols per superfície |
| --------------------- |
| Dura (1−5)            |
| Gespa (0−0)           |
| Terra batuda (3−5)    |

| Resultat  | Núm. | Data                   | Torneig                 | Superfície   | Oponent             | Marcador            |
| --------- | ---- | ---------------------- | ----------------------- | ------------ | ------------------- | ------------------- |
| Guanyador | 1.   | 1 de maig de 2016      | Istanbul, Turquia       | Terra batuda | Grígor Dimitrov     | 6−7(5), 7−6(4), 6−0 |
| Finalista | 1.   | 23 d'octubre de 2016   | Anvers, Bèlgica         | Dura (i)     | Richard Gasquet     | 6−7(4), 1−6         |
| Finalista | 2.   | 22 d'octubre de 2017   | Anvers (2)              | Dura (i)     | Jo-Wilfried Tsonga  | 3−6, 5−7            |
| Guanyador | 2.   | 25 de febrer de 2018   | Rio de Janeiro, Brasil  | Terra batuda | Fernando Verdasco   | 6−2, 6−3            |
| Finalista | 3.   | 17 de febrer de 2019   | Buenos Aires, Argentina | Terra batuda | Marco Cecchinato    | 1−6, 2−6            |
| Guanyador | 3.   | 3 d'agost de 2019      | Los Cabos, Mèxic        | Dura         | Taylor Fritz        | 7−6(6), 6−3         |
| Finalista | 4.   | 27 d'octubre de 2019   | Viena, Àustria          | Dura (i)     | Dominic Thiem       | 6−3, 4−6, 3−6       |
| Finalista | 5.   | 9 de febrer de 2020    | Córdoba, Argentina      | Terra batuda | Cristian Garín      | 6−2, 4−6, 0−6       |
| Finalista | 6.   | 21 de setembre de 2020 | Roma, Itàlia            | Terra batuda | Novak Đoković       | 5−7, 3−6            |
| Finalista | 7.   | 25 d'octubre de 2020   | Colònia, Alemanya       | Dura (i)     | Alexander Zverev    | 2−6, 1−6            |
| Guanyador | 4.   | 7 de març de 2021      | Buenos Aires            | Terra batuda | Francisco Cerúndolo | 6−1, 6−2            |
| Finalista | 8.   | 24 d'octubre de 2021   | Anvers (3)              | Dura (i)     | Jannik Sinner       | 2−6, 2−6            |
| Finalista | 9.   | 13 de febrer de 2022   | Buenos Aires (2)        | Terra batuda | Casper Ruud         | 7−5, 2−6, 3−6       |
| Finalista | 10.  | 20 de febrer de 2022   | Rio de Janeiro          | Terra batuda | Carlos Alcaraz      | 4−6, 2−6            |

### Dobles masculins: 5 (0−5)
| Llegenda                          |
| --------------------------------- |
| Grand Slams (0−0)                 |
| ATP Finals (0−0)                  |
| ATP World Tour Masters 1000 (0−2) |
| ATP World Tour 500 (0−0)          |
| ATP World Tour 250 (0−3)          |

| Títols per superfície |
| --------------------- |
| Dura (0−0)            |
| Gespa (0−0)           |
| Terra batuda (0−5)    |

| Resultat  | Núm. | Data                 | Torneig                 | Superfície   | Parella        | Oponents                         | Marcador             |
| --------- | ---- | -------------------- | ----------------------- | ------------ | -------------- | -------------------------------- | -------------------- |
| Finalista | 1.   | 15 de febrer de 2015 | São Paulo, Brasil       | Terra batuda | Paolo Lorenzi  | J.S. Cabal Robert Farah          | 4−6, 2−6             |
| Finalista | 2.   | 1 de maig de 2016    | Istanbul, Turquia       | Terra batuda | Andrés Molteni | Flavio Cipolla Dudi Sela         | 3−6, 7−5, [7−10]     |
| Finalista | 3.   | 17 de febrer de 2019 | Buenos Aires, Argentina | Terra batuda | Dominic Thiem  | Máximo González Horacio Zeballos | 1−6, 1−6             |
| Finalista | 4.   | 12 de maig de 2019   | Madrid, Espanya         | Terra batuda | Dominic Thiem  | Jean-Julien Rojer Horia Tecău    | 2−6, 3−6             |
| Finalista | 5.   | 15 de maig de 2022   | Roma, Itàlia            | Terra batuda | John Isner     | Nikola Mektić Mate Pavić         | 2−6, 7−6(6), [10−12] |

## Trajectòria

### Individual
| Open d'Austràlia | Q3          | Q1          | 1R          | 1R    | 2R          | 4R          | 3R          | 4R          | 3R    | 2R | 2R |  | 0 / 9     | 13 – 9    |
| Roland Garros | Q2          | 2R          | 2R          | 1R    | 3R          | QF          | 2R          | SF          | QF    | 4R | 3R |  | 0 / 10    | 23 – 10   |
| Wimbledon | A           | A           | 1R          | 1R    | 1R          | 2R          | 3R          | NC          | 3R    | 2R | 2R |  | 0 / 8     | 7 – 8     |
| US Open | Q3          | 1R          | 2R          | 1R    | QF          | 3R          | QF          | 1R          | 4R    | 3R | 1R |  | 0 / 10    | 16 – 10   |
| Jocs Olímpics | No celebrat | No celebrat | No celebrat | A     | No celebrat | No celebrat | No celebrat | No celebrat | 3R    | NC | NC |  | 0 / 1     | 2 – 1     |
| ATP Finals | A           | A           | A           | A     | A           | A           | A           | RR          | A     | A  | A  |  | 0 / 1     | 0 – 3     |
| Total Victòries–Derrotes                                                                                                   | 1−5         | 2−4         | 11−22       | 17−17 | 39−28       | 33−26       | 40−26       | 25−15       | 38−23 |    |    |  | 209 – 168 | 209 – 168 |
| Rànquing a final d'any | 117         | 61          | 88          | 52    | 26          | 17          | 14          | 9           | 13    |    |    |  |           |           |
| Llegenda: G: Guanyador; F: Finalista; SF: Semifinalista; QF: Quarts de final; Q: Qualificació; A: Absent; RR: Round Robin; |             |             |             |       |             |             |             |             |       |    |    |  |           |           |

### Dobles masculins
| Open d'Austràlia | A   | 2R    | A   | 1R          | 1R          | 1R          | 1R          | 1R  | A   | 1R | 0 / 7   | 1 – 7   |
| Roland Garros | A   | 1R    | 1R  | 1R          | 2R          | SF          | 2R          | 1R  | A   |    | 0 / 7   | 7 – 7   |
| Wimbledon | A   | 1R    | 2R  | 1R          | A           | A           | NC          | A   | 1R  |    | 0 / 4   | 1 – 4   |
| US Open | 1R  | 2R    | 2R  | 1R          | 1R          | 1R          | A           | A   | A   |    | 0 / 6   | 2 – 6   |
| Jocs Olímpics | NC  | NC    | A   | No celebrat | No celebrat | No celebrat | No celebrat | 1R  | NC  | NC | 0 / 1   | 0 – 1   |
| Total Victòries–Derrotes                                                                                                  | 1−3 | 11−15 | 8−8 | 7−20        | 10−21       | 18−18       | 2−3         | 2−9 | 6−6 |    | 57 – 89 | 57 – 89 |
| Rànquing a final d'any | 124 | 111   | 143 | 148         | 105         | 40          | 51          | 161 | 112 |    |         |         |
| Llegenda: G: Guanyador; F: Finalista; SF: Semifinalista; QF: Quarts de final; Q: Qualificació; A: Absent; RR: Round Robin |     |       |     |             |             |             |             |     |     |    |         |         |